# Bill Russell
William Felton „Bill“ Russell (12. února 1934, West Monroe – 31. července 2022, Mercer Island) byl americký basketbalista, první černošská hvězda NBA.[zdroj?] Hrával na pozici pivota. Celou svou hráčskou kariéru (1956–1969) strávil v klubu Boston Celtics. Jedenáctkrát s ním vyhrál nejvyšší americkou soutěž NBA (1957, 1959–1966, 1968, 1969), což je doposud (k roku 2024) rekord.
V pěti sezónách byl vyhlášen nejužitečnějším hráčem (1958, 1961, 1962, 1963, 1965). Jedenáct sezón po sobě se dostal do All-NBA týmu (1958–1968). V NBA si připsal 14 522 bodů. Před profesionální kariérou hrál za University of San Francisco a vyhrál s ní dvě amatérská mistrovství (NCAA), a to v letech 1955 a 1956. Jakožto amatér se mohl zúčastnit i olympijských her v Melbourne roku 1956. Americkou basketbalovou reprezentaci zde vedl jako kapitán a vybojoval s ní zlatou medaili. Patří mezi osm basketbalistů historie, kteří vyhráli NBA, NCAA i Olympijské hry. Jeho výška bývala uváděna mezi 206–208 cm.[kým?] V útočné hře proslul svými doskoky, v obranné bloky. Po skončení hráčské kariéry se stal trenérem – jako první černoch v historii NBA.[zdroj?] V roce 2011 mu prezident Barack Obama udělil Prezidentskou medaili svobody.